# サッカーガリシア代表
サッカーガリシア選抜（サッカーガリシアせんばつ、ガリシア語: A selección galega de fútbol）は、スペイン、ガリシア州におけるサッカーの選抜チームである。ガリシアサッカー連盟によって組織されている。
スペインの一地方の選抜チームであり、欧州サッカー連盟(UEFA)や国際サッカー連盟(FIFA)に加盟していないため、UEFA欧州選手権やFIFAワールドカップなどの国際大会への出場はできない。2005年からは毎年クリスマス休暇に各国代表・各地域代表・各クラブと親善試合を行っている。

## 歴史
1920年代のスペインにはサッカーの全国選手権（現在のリーガ・エスパニョーラ）が存在しなかったため、ガリシア州内に本拠地を置くクラブはガリシア州選手権に参加し、その優勝クラブは各州の優勝クラブが集う大会の出場権を得ていた。1922年11月19日、ビーゴのカンポ・デ・コイアにてガリシア選抜の初試合が行われた。
1922年から1923年にかけては活発に活動していたが、1930年代後半のスペイン内戦、それに続くフランコ将軍独裁時代の到来により、ガリシア選抜はすべての活動を停止した。1975年にフランコ将軍が死去してスペインに民主化の波が到来し、1980年代前半にはガリシア選抜を復活させる計画が練られたが、その後20年以上も再結成されることはなかった。
2005年12月、75年ぶりにガリシア選抜が結成された。12月25日にサンティアゴ・デ・コンポステーラのサン・ラサロにウルグアイ代表を招いて親善試合を行い、12,000人の観客の前でガリシア選抜が3-2で勝利を収めた。2006年12月28日にはア・コルーニャのエスタディオ・リアソルでエクアドル代表と親善試合を行い、2007年12月27日にはビーゴのバライードスでカメルーン代表と親善試合を行った。ガリシア州の2大都市で行われたことから、いずれも20,000人以上の観客を集め、いずれも1-1で引き分けた。
2008年12月27日にはイラン代表と親善試合を行った。2005年から2008年までの4年間はFIFAワールドカップ出場歴のある国の代表を招いて親善試合を行っていたが、2009年には国代表を招かず、クラブチームのCDパラグアージョと親善試合を行った。
2010年には、FIFAやアジアサッカー連盟(AFC)に加盟しているが主要国際大会出場歴のないパレスチナ代表と親善試合を行った。
2011年には、FIFAやアフリカサッカー連盟(CAF)に加盟しておらず、NF-Boardに所属している西サハラ代表と親善試合を行った。
2012年には、西サハラ同様の境遇にあるクルディスタン代表と親善試合を行った。

## 試合結果
| 日付           | 開催地                         | ホーム                   | スコア | アウェー                      | 観客数 |
| -------------- | ------------------------------ | ------------------------ | ------ | ----------------------------- | ------ |
| 1922年11月19日 | ビーゴ, カンポ・デ・コイア     | ガリシア地方選抜         | 4-1    | カスティーリャ地方選抜        |        |
| 1923年1月7日   | ビーゴ, カンポ・デ・コイア     | ガリシア地方選抜         | 3-1    | リスボン選抜                  |        |
| 1923年1月14日  | セビージャ, スタジアム不明     | アンダルシア地方選抜     | 1-4    | ガリシア地方選抜              |        |
| 1923年1月21日  | 開催場所不明                   | ガリシア地方選抜         | 7-2    | イギリス海軍選抜              |        |
| 1923年1月28日  | ビーゴ, カンポ・デ・ボウサス   | ガリシア地方選抜         | 4-1    | ポンテベドラ選抜              |        |
| 1923年2月4日   | ポンテベドラ, ア・スンケイラ   | ポンテベドラ選抜         | 0-3    | ガリシア地方選抜              |        |
| 1923年2月18日  | ビーゴ, カンポ・デ・コイア     | ガリシア地方選抜         | 7-1    | フェロル / ア・コルーニャ選抜 |        |
| 1923年2月25日  | 開催場所不明                   | ガリシア地方選抜         | 1-3    | アストゥリアス地方選抜        |        |
| 1923年5月27日  | 開催場所不明                   | リスボン選抜             | 2-1    | ガリシア地方選抜              |        |
| 1930年6月8日   | マドリード, チャマルティン     | セントラル・スペイン選抜 | 1-4    | ガリシア地方選抜              |        |
| 2005年12月25日 | サンティアゴ, サン・ラサロ     | ガリシア州選抜           | 3-2    | ウルグアイ代表                | 12,000 |
| 2006年12月28日 | ア・コルーニャ, リアソル       | ガリシア州選抜           | 1-1    | エクアドル代表                | 20,000 |
| 2007年12月27日 | ビーゴ, バライードス           | ガリシア州選抜           | 1-1    | カメルーン代表                | 28,000 |
| 2008年12月27日 | ア・コルーニャ, リアソル       | ガリシア州選抜           | 3-2    | イラン代表                    | 12,000 |
| 2009年12月26日 | サンティアゴ, サンタ・イサベル | ガリシア州選抜           | 9-0    | CDパラグアージョ              |        |
| 2010年12月23日 | サンティアゴ, サンタ・イサベル | ガリシア州選抜           | 6-3    | パレスチナ代表                | 1,300  |
| 2011年12月23日 | テオ, カチェイラス             | ガリシア州選抜           | 2-1    | 西サハラ代表                  |        |
| 2012年12月29日 | ポンテベドラ, ア・スンケイラ   | ガリシア州選抜           | 3-2    | クルディスタン代表            |        |

## 選手
2008年12月27日に行われたイラン代表との親善試合に招集された選手のリスト
| No. | Pos. | 選手名                       | 原語表記                               | 生年月日（年齢） | 出場数 | 在籍クラブ                         |
| --- | ---- | ---------------------------- | -------------------------------------- | ---------------- | ------ | ---------------------------------- |
|     | GK   | ディエゴ・ロペス             | Diego López Rodríguez                  |                  |        | ビジャレアルCF                     |
|     | GK   | ロベルト                     | Roberto Fernández Alvarellos           |                  |        | CAオサスナ                         |
|     | DF   | ルベン                       | Rubén González Rocha                   |                  |        | セルタ・デ・ビーゴ                 |
|     | DF   | ノゲロル                     |                                        |                  |        | セルタ・デ・ビーゴ                 |
|     | DF   | ピスク                       | Adrián López Rodríguez                 |                  |        | デポルティーボ・デ・ラ・コルーニ   |
|     | DF   | ホナタン・アスパス           |                                        |                  |        | ピアチェンツァ                     |
|     | DF   | ロベルト・ラゴ               |                                        |                  |        | セルタ・デ・ビーゴ                 |
|     | MF   | アレックス・ベルガンティノス |                                        |                  |        | シェレスCD                         |
|     | MF   | シト                         |                                        |                  |        | UDサラマンカ                       |
|     | MF   | ボルハ                       | Francisco de Borja Fernández Fernández |                  |        | レアル・バリャドリード             |
|     | MF   | フリオ・アルバレス           |                                        |                  |        | UDアルメリア                       |
|     | MF   | パブロ・アルバレス           |                                        |                  |        | デポルティーボ・デ・ラ・コルーニャ |
|     | MF   | ロベルト・トラソーラス       | Roberto Trashorras Gayoso              |                  |        | セルタ・デ・ビーゴ                 |
|     | MF   | ホナタン・ビラ               |                                        |                  |        | セルタ・デ・ビーゴ                 |
|     | MF   | ナノ                         |                                        |                  |        | ラシン・フェロル                   |
|     | FW   | ロベルト・ロサーダ           | Roberto Losada Rodríguez               |                  |        | CDルーゴ                           |
|     | FW   | ナチョ・ノボ                 | Ignacio Xavier Gómez Novo              |                  |        | レンジャーズ                       |